# Echeveria chiclensis var. backebergii
Echeveria chiclensis var. backebergii es una variedad de E. chiclensis, una planta suculenta de la familia de las crasuláceas. Es endémica de Perú.

## Distribución
Solo registrada en el Departamento de Lima, en Perú, entre los 2000 - 2800 m s. n. m.

## Descripción

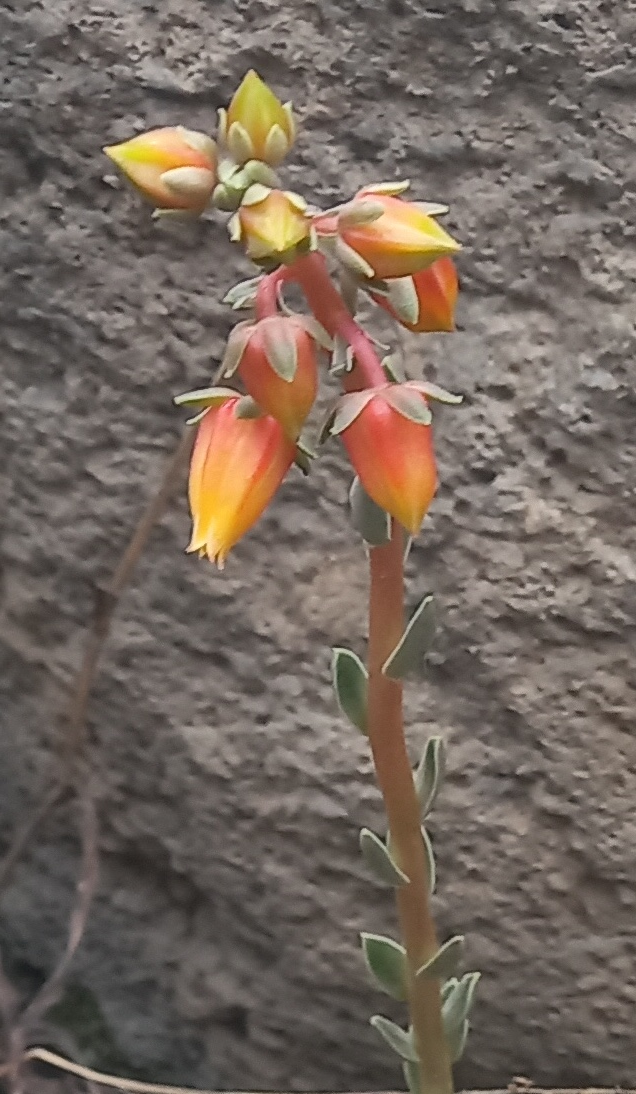
Detalle de la inflorescencia.

Es una planta suculenta, perenne, glabra y acaule o con tallo corto y simple.

### Diferencias
Echeveria chiclensis var. backebergii difiere de la especie tipo de la siguiente manera:
- Hojas e inflorescencias que son densamente y conspicuamente papilosas largas. Las plantas cerca de Matucana son tan papilosas que brillan a la luz del sol.
- Las áreas de distribución de E. chiclensis var. chiclensis y var. backebergii están claramente separadas y no se superponen. Mientras que var. backebergii está creciendo desde los 2300 - 2700 m s. n. m., con var. chiclensis ocurre solo por encima de los 3300 m s. n. m.

## Taxonomía
Echeveria chiclensis var. backebergii fue descrita por primera vez por von Poellnitz en Repertorium Specierum Novarum Regni Vegetabilis de Fedde 38 : 185. 1935 (en alemán).
Etimología
Echeveria: nombre genérico que fue descrito en 1828 por Augustin Pyrame de Candolle en Prodromus Systematis Naturalis Regni Vegetabilis 3: 401. El género fue nombrado en honor del artista botánico mexicano Atanasio Echeverría y Godoy (¿1771?-1803).
chiclensis: epíteto referido a la localidad tipo en el distrito de Chicla.
backebergii: llamado así por Curt Backeberg que recolectó la planta.